# إريك تروكنبرودت
إريك تروكنبرودت (بالألمانية: Erich Truckenbrodt) (و. 1917 – 2009 م) هو فيزيائي، وأستاذ جامعي من ألمانيا .

## مناصب وهيئات
أدار جامعة براونشفايغ التقنية.

## جوائز
حصل على جوائز منها:
- وسام الاستحقاق البافاري.